# Nadeem-Shravan

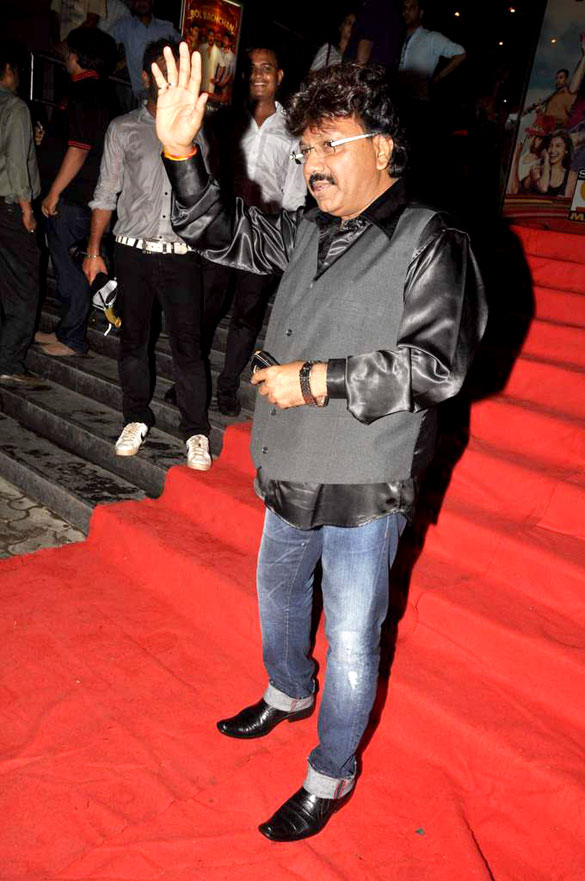
Shravan Kumar à la projection spéciale de 'Bol Bachchan

Nadeem-Shravan est le nom d'un duo de compositeurs indiens de musique filmi constitué dans les années 1980. Il est formé des prénoms de Nadeem Akhtar Saifi et Shravan Kumar Rathod. 

## Historique
Bien que leur rencontre remonte à 1972, ce n'est qu'en 1981 qu'ils composent ensemble leur première musique de film avec Maine Jeena Seekh Liya. Ils écrivent alors beaucoup de musiques pour des films de série B (Ilaaka, Hisaab Khoon Ka et Lashkar). Ce n'est qu'en 1990, avec Aashiqui, qu'ils connaissent enfin la gloire à Bollywood, en même temps que Kumar Sanu et le parolier Sameer auxquels ils restent fidèles. Bien des succès suivent, dont Saajan, Deewana, Raja Hindustani, Pardes, Dhadkan, Dil Hai Ki Manta Nahin, Sadak, Sainik, Raja, Dilwale et Phool Aur Kaante. 
Alors qu'il séjourne à Londres en 1997, Nadeem est accusé d'avoir fomenté le meurtre de son mentor Gulshan Kumar. Un mandat d'arrêt est lancé contre lui en Inde et il décide de rester au Royaume-Uni. Il est déclaré victime d'une conspiration par une Cour de Londres, et le gouvernement britannique refuse son extradition. En 2001, la Chambre des lords refuse à nouveau l'extradition et demande au gouvernement indien une compensation financière pour l'outrage subit par Nadeem qui reçoit à ce titre près d'un million de livres. En 2002 il est acquitté et innocenté faute de preuve par la Cour de Bombay. Nadeem déclare ne vouloir retourner en Inde qu'à la condition que son honneur soit rétabli par une invitation officielle.
Après cette interruption obligée, le couple de compositeurs reprend sa collaboration à distance, l'un en Inde, l'autre au Royaume-Uni, et offre les bandes son des films Yeh Dil Aashiqanaa, Raaz, Ek Rishtaa, Kasoor, Andaaz, etc. En 2005, après le film Dosti: Friends Forever, ils décident de se séparer, car Shravan veut se consacrer à la carrière de son fils. Cependant en 2007, ils collaborent de nouveau.
Souvent accusés de plagiat, ils n'ont jamais nié s'inspirer des succès pakistanais de Nusrat Fateh Ali Khan dans Raja Hindustani ou égyptiens dans Damini, etc.
Leur renommée ne s'estompe pas avec le temps et ils ont toujours le record absolu des chansons en tête des ventes, puisqu'ils occupent les premières places depuis plus de 19 ans avec Aashiqui (no 1, 18 millions d'albums), Raja Hindustani (no 3, 11 millions d'albums), Saajan (no 8), Phool Aur Kaante (no 9), Pardes (no 10), Dilwale (no 11), Sadak (no 13) et Deewana (no 15).

## Récompenses
Filmfare Award de la meilleure direction musicale :
- 1990 Aashiqui ;
- 1991 Saajan ;
- 1992 Deewana ;
- 1996 Raja Hindustani.

Star Screen Awards :
- 1997 Pardes.

Zee Cine Awards :
- 2002 Raaz.

## Discographie
1. Dangal
2. Bebassi
3. Anmol Sitaare
4. Maine Jeena Seekh Liya
5. Zakhmi Insaan
6. Cheekh
7. Vikram Betaal
8. Khooni Mahal
9. Lashkar
10. Zulm Ko Jalaa Doongaa
11. Baap Numberi Beta Dus Numberi
12. Hisaab Khoon Ka
13. Jigarwala
14. Ilaaka
15. Solah Sattra
16. Pyar Pyar
17. Aashiqui
18. Jaan Ki Kasam
19. Apmaan Ki Aag
20. Dil Hai Ki Manta Nahin
21. Saajan
22. Aap Ki Yaadein
23. Phool Aur Kaante
24. Jaan Tere Naam
25. Lal Paree
26. Sadak
27. Pyaar Ka Saaya
28. Dil Ka Kya Kasoor
29. Saathi
30. Deewana
31. Junoon
32. Dilwale Kabhi Na Haare
33. Panaah
34. Sapne Sajan Ke
35. Paayal
36. Kal Ki Awaaz
37. Bekhudi
38. Anaam
39. Balma
40. Aadmi Khilona Hai
41. Hum Hain Rahi Pyar Ke
42. Daamini
43. Rang (en)
44. Kaise Kaise Rishte
45. Dhartiputra
46. Waqt Hamara Hai
47. Salaami
48. Sainik
49. Shreeman Aashiq
50. Sangraam
51. Tadipaar
52. Krishan Avtaar
53. Dilwale
54. Dil Tera Aashiq
55. Saajan Ka Ghar
56. Shandar
57. Aatish
58. Aadmi Khilona Hai
59. Aandolan
60. Anokha Andaaz
61. Choti Bahu
62. Divyashakti
63. Ekka Raja Rani
64. Gaddar
65. Kranti Kshetra
66. Majdhaar
67. Sayesha
68. Saajan Ki Bahon Mein
69. Stuntman
70. Teri Mohabbat Mein
71. Raja (en)
72. Zamaana Deewana
73. Barsaat
74. Saajan Chale Sasural
75. Agnisakhi
76. Himmatvar
77. Jung
78. Jeet
79. Sajni
80. Raja Hindustani
81. Judaai
82. Sambandh
83. Mohabbat
84. Pardes
85. Naseeb
86. Hi Ajnabi
87. Saat Rang Ke Sapne
88. Maharaja
89. Aa Ab Laut Chalen
90. Sirf Tum
91. Dhadkan
92. Kasoor
93. Ek Rishtaa
94. Hum Ho Gaye Aap Ke
95. Yeh Dil Aashiqana
96. Raaz
97. Ansh
98. Haan Maine Bhi Pyaar Kiya
99. Hum Tumhare Hain Sanam
100. Tumse Achcha Kaun Hai
101. Dil Hai Tumhaara
102. Jeena Sirf Merre Liye
103. Dil Ka Rishta
104. Indian Babu
105. Yeh Dil
106. Andaaz
107. Qayamat
108. Hungama (en)
109. Footpath
110. Zinda Dil
111. Raja Bhaiya
112. Sheen
113. Tumsa Nahin Dekha
114. Hatya - the murder
115. Gumnaam - The Mystery
116. Bewafaa
117. Mere Jeevan Saathi
118. Barsaat: A Sublime Love Story
119. Dosti: Friends Forever
120. Mr.Romeo (annoncé)
121. Bhanvara-Love and agression (annoncé)
122. Do Knot Disturb (annoncé)